# Lovers Rock (album)
Pour les articles homonymes, voir Lovers Rock.
Albums de Sade
The Best of Sade
(1994) Lovers Live
(2002)
Singles
1. By Your Side
Sortie : 3 octobre 2000
2. King of Sorrow
Sortie : 12 mars 2001

Lovers Rock est le cinquième album studio du groupe anglais Sade, sorti le 13 novembre 2000 chez Epic Records.
L'album est intitulé en référence au style de musique reggae connu sous le nom de lovers rock, caractérisé par sa sonorité et son contenu romantiques, que la chanteuse Sade Adu a écouté dans sa jeunesse. L'album Lovers Rock est considéré comme une rupture par rapport à l'utilisation antérieure par le groupe d'éléments de jazz, optant plutôt pour une utilisation plus large d'éléments musicaux issus de la musique soul, du R&B, du soft rock, de la musique folklorique, du dub, du reggae, de la néo-soul et du lovers rock. La production de l'album a été qualifiée de sobre, avec des arrangements simples et des touches de reggae. Il s'agit d'un album-concept, dont les paroles se concentrent sur les aspects positifs et négatifs de l'amour ; le contenu des paroles de l'album aborde également des thèmes politiques.
À sa sortie, Lovers Rock reçoit un accueil généralement positif de la part des critiques musicaux, qui ont salué la direction musicale du groupe. L'album a valu à Sade le Grammy Award du meilleur album vocal pop en 2002. Sur le plan commercial, l'album a atteint la 18e place du Albums Chart britannique et la 3e place du classement Billboard 200 aux États-Unis. Il a depuis été certifié triple disque de platine par la Recording Industry Association of America (RIAA) et s'était vendu à plus de 3 millions d'exemplaires aux États-Unis en février 2010. Deux singles sont extraits de l'album, By Your Side et King of Sorrow. L'album a bénéficié d'une promotion supplémentaire dans le cadre de la tournée Lovers Rock Tour.

## Contexte
Le quatrième album studio du groupe, Love Deluxe, a été bien accueilli à sa sortie en 1992. L'album a atteint la première place au Royaume-Uni et a également rencontré un grand succès à l'international, se classant à la première place des ventes en France et dans le top 10 aux États-Unis, aux Pays-Bas, en Nouvelle-Zélande, en Suède et en Suisse. Après la sortie de cet album, le groupe a fait une pause de huit ans, pendant laquelle certaines rumeurs ont circulé sur la santé mentale de la chanteuse Sade Adu. Cependant, ces rumeurs se sont révélées infondées, car elle a pris du temps pour fonder une famille. Pendant cette pause, les autres membres du groupe — Stuart Matthewman, Paul S. Denman, et Andrew Hale — ont travaillé sur des projets parallèles, notamment le groupe Sweetback et la collaboration avec le chanteur de R&B Maxwell.

## Enregistrement
L'album est enregistré en une année, et est influencé par les expériences de Sade Adu au cours des huit années de hiatus. L'enregistrement de l'album s'est déroulé entre septembre 1999 et août 2000 dans trois endroits : les studios Harm Hook End et Deliverance, tous deux situés à Londres, et les studios El Cortijo à San Pedro de Alcántara, en Espagne.

## Contenu de l'album
« Lovers Rock est ironiquement une collection de chansons aux arrangements relativement sobres. La plupart des compositions sont basées sur une guitare acoustique et des rythmes doucement appliqués. Les chansons sont intimement liées aux thèmes de l'amour, de la perte et du rejet. Son phrasé délicat, son élocution et l'utilisation habile de la répétition donnent souvent un sens plus profond que les paroles elles-mêmes ne le suggèrent. »
Contrairement aux œuvres précédentes de Sade, Lovers Rock ne contient pas de saxophones ni d'instrumentations complexes, mais des arrangements simples, accompagnés parfois uniquement par une guitare acoustique. La musique de l'album emprunte des effets de réverbération et d'écho au dub ainsi qu'une facilité et une fluidité, des rythmes et des lignes de basse plus durs, au R&B.
L'album a été considéré comme offrant une musique plus sobre et plus subtile que les travaux précédents du groupe, et la production de l'album a fait appel à des rythmes de dance modernes et au reggae. Lovers Rock a été décrit comme un album-concept par Sal Cinquemani de Slant Magazine, qui a déclaré que l'album était une « bande-son pour les amoureux, les amoureux qui sont amoureux et qui font l'amour et les amours déçus ». Cinquemani a également relevé les thèmes politiques de deux des chansons de l'album, Slave Song et Immigrant, qui ont été considérées comme des revendications sociales. Lovers Rock contient une composition continue, chaque chanson menant à la suivante avec un « enchaînement uni ». Les paroles de l'album sont décrites comme étant axées sur les thèmes de l'amour, de la rupture et du rejet.

## Sortie et promotion
L'album est sorti pour la première fois au Royaume-Uni le 13 novembre 2000. Lovers Rock a été intitulé d'après une variété romantique de reggae connue sous le nom de lovers rock, que Sade Adu écoutait dans sa jeunesse. By Your Side a été le premier single de l'album et a été nommé pour le Grammy Award de la meilleure chanteuse pop. King of Sorrow est sorti en tant que deuxième single de l'album le 12 mars 2001. La chanson connaît moins de succès que le single précédent dans les hit-parades, atteignant notamment la 59e place au Royaume-Uni et la 101e place du classement Billboard R&B aux États-Unis, sans parvenir à se classer dans le Billboard Hot 100.
Pour promouvoir l'album, Sade s'est lancée dans une tournée intitulée Lovers Rock Tour à travers l'Amérique du Nord, annoncé sur le site Internet de Sade en avril 2001, précisant que la tournée commencerait à l'été 2001 avec 30 concerts. Les dates initiales ont été reportées en raison de la prolongation des répétitions. En août 2001, la tournée a été prolongée de huit semaines en raison de la demande de billets. Considérée par de nombreux critiques comme une tournée de grand retour, elle a marqué la première performance du groupe depuis 1994 et a duré jusqu'en 2011. Bien que beaucoup aient cru que la tournée s'étendrait à d'autres pays, cela ne s'est jamais concrétisé. Elle est devenue la 13e tournée la plus rentable de l'année 2001, rapportant 26 488 293 millions de dollars et attirant 491 151 spectateurs à 42 concerts. Après la tournée, Sade a sorti l'album live Lovers Live le 5 février 2002.

## Réception

### Accueil critique
À sa sortie, Lovers Rock a reçu des critiques généralement positives de la part des critiques musicaux. Sur Metacritic, qui attribue une note normalisée sur 100 aux critiques des publications grand public, l'album a reçu une note moyenne de 78, sur la base de 11 critiques. Ed Hogan du site AllMusic a loué le choix de Sade d'infuser « des éléments rock plus grand public (guitares grattées proéminentes) dans sa musique ». James Hannaham écrit pour Spin que Lovers Rock est « semblable à une démo dans sa simplicité » et a loué ses sonorités « légères », qualifiant l'album d'« éphémère ». Dans une critique pour Rolling Stone, Rob Sheffield écrit que l'album « sonne exactement comme Sade, fortement influencé par Diamond Life avec un peu de Love Deluxe. Inutile de dire qu'il est aussi sacrément bon, parce que cette artiste douce s'en tient astucieusement aux astuces qu'elle maîtrisait déjà avant de devenir professionnelle ».
Ken Tucker, du magazine Entertainment Weekly, a loué la cohésion de l'album, déclarant que chaque « chanson se fond dans la suivante ; le résultat est une rêverie indifférenciée ». Dans une critique plus mitigée, le magazine Q considère Lovers Rock comme moins mémorable que les « triomphes passés » de Sade, mais souligne la « douleur raffinée et le chic minimaliste » de certaines chansons. Le 27 février 2002, Sade remporte le Grammy Award du meilleur album vocal pop pour Lovers Rock.

### Accueil commercial
Au Royaume-Uni, Lovers Rock est entré à la 18e place du UK Albums Chart, avec 28 245 exemplaires vendus lors de sa première semaine. L'album s'est écoulé à 325 363 exemplaires au Royaume-Uni en février 2010 et a été certifié disque de platine par la British Phonographic Industry (BPI).
Aux États-Unis, l'album atteint la troisième place du Billboard 200 avec 370 000 exemplaires vendus lors de sa première semaine, marquant ainsi les plus importantes ventes d'un artiste britannique aux États-Unis au cours de la première semaine de l'année 2000. Après 58 semaines dans le classement, il est devenu le 14e album le plus vendu en 2001 et le 109e album le plus vendu au cours de la décennie 2000 aux États-Unis. Le 18 juillet 2001, il a été certifié triple disque de platine par la Recording Industry Association of America (RIAA) et s'était vendu à 3,9 millions d'exemplaires aux États-Unis en février 2010. Au Canada, il a atteint la treizième place du Canadian Albums Chart et a été certifié double disque de platine par l'Association de l'industrie canadienne de l'enregistrement (CRIA).

## Liste des titres
| No  | Titre                                | Durée |
| --- | ------------------------------------ | ----- |
| 1.  | By Your Side                         | 4:34  |
| 2.  | Flow                                 | 4:34  |
| 3.  | King of Sorrow                       | 4:53  |
| 4.  | Somebody Already Broke My Heart      | 5:01  |
| 5.  | All About Our Love                   | 2:40  |
| 6.  | Slave Song                           | 4:12  |
| 7.  | The Sweetest Gift                    | 2:18  |
| 8.  | Every Word                           | 4:04  |
| 9.  | Immigrant                            | 3:48  |
| 10. | Lovers Rock                          | 4:13  |
| 11. | It's Only Love That Gets You Through | 3:53  |

## Classements et certifications
| Classement (2000–2001)              | Meilleure position |
| ----------------------------------- | ------------------ |
| Allemagne (Media Control AG)        | 4                  |
| Australie (ARIA)                    | 28                 |
| Australie (Urban Albums)            | 4                  |
| Autriche (Ö3 Austria Top 40)        | 5                  |
| Belgique (Flandre Ultratop)         | 16                 |
| Belgique (Wallonie Ultratop)        | 10                 |
| Canada (Canadian Albums)            | 13                 |
| Canada (R&B Albums)                 | 2                  |
| Danemark (Hitlisten)                | 7                  |
| Écosse (OCC)                        | 31                 |
| Espagne (AFYVE)                     | 6                  |
| États-Unis (Billboard 200)          | 3                  |
| États-Unis (Top R&B/Hip-Hop Albums) | 2                  |
| Europe (European Albums)            | 4                  |
| Finlande (Suomen virallinen lista)  | 9                  |
| France (SNEP)                       | 4                  |
| Grèce (IFPI)                        | 4                  |
| Hongrie (Mahasz)                    | 8                  |
| Irlande (Irish Albums Chart)        | 26                 |
| Italie (FIMI)                       | 4                  |
| Japon (Oricon)                      | 14                 |
| Norvège (VG-lista)                  | 5                  |
| Nouvelle-Zélande (RIANZ)            | 26                 |
| Pays-Bas (Mega Album Top 100)       | 20                 |
| Pologne (ZPAV)                      | 1                  |
| Portugal (AFP)                      | 5                  |
| Royaume-Uni (UK Albums Chart)       | 18                 |
| Royaume-Uni (R&B Albums)            | 3                  |
| Suède (Sverigetopplistan)           | 2                  |
| Suisse (Schweizer Hitparade)        | 6                  |

| Chart (2000)                  | Position |
| ----------------------------- | -------- |
| Belgique (Wallonie Ultratop)  | 86       |
| Canada Canadian Albums)       | 114      |
| Danemark (Hitlisten)          | 51       |
| France (SNEP)                 | 44       |
| Italie (FIMI)                 | 30       |
| Royaume-Uni (UK Albums Chart) | 75       |
| Suisse (Schweizer Hitparade)  | 83       |

| Classement (2001)                   | Position |
| ----------------------------------- | -------- |
| Allemagne (Offizielle Top 100)      | 60       |
| Autriche (Ö3 Austria)               | 41       |
| Belgique (Wallonie Ultratop)        | 44       |
| Canada (Canadian Albums)            | 63       |
| Canada (R&B Albums)                 | 12       |
| Espagne (AFYVE)                     | 49       |
| États-Unis (Billboard 200)          | 14       |
| États-Unis (Top R&B/Hip-Hop Albums) | 5        |
| Europe (Music & Media)              | 27       |
| France (SNEP)                       | 115      |
| Pays-Bas (Album Top 100)            | 64       |
| Royaume-Uni (UK Albums Chart)       | 177      |
| Suède (Sverigetopplistan)           | 29       |
| Suisse (Schweizer Hitparade)        | 83       |

| Classement (2002)   | Position |
| ------------------- | -------- |
| Canada (R&B Albums) | 92       |

| Classement (2000–2009)     | Position |
| -------------------------- | -------- |
| États-Unis (Billboard 200) | 109      |

### Certifications
| Pays                                                                 | Certification | Ventes     |
| -------------------------------------------------------------------- | ------------- | ---------- |
| Allemagne (BVMI)                                                     | Platine       | 300 000^   |
| Australie (ARIA)                                                     | Or            | 35 000^    |
| Autriche (IFPI)                                                      | Or            | 25 000*    |
| Belgique (BEA)                                                       | Or            | 25 000*    |
| Brésil (ABPD)                                                        | Or            | 100 000*   |
| Canada (Music Canada)                                                | 2 × Platine   | 200 000^   |
| Danemark (IFPI Danmark)                                              | Or            | 25 000^    |
| Espagne (PME)                                                        | Platine       | 100 000^   |
| États-Unis (RIAA)                                                    | 3 × Platine   | 3 900 000  |
| France (SNEP)                                                        | 2 × Or        | 200 000*   |
| Italie (FIMI)                                                        | 3 × Platine   | 300 000*   |
| Japon (RIAJ)                                                         | Or            | 100 000^   |
| Norvège (IFPI)                                                       | Or            | 25 000*    |
| Nouvelle-Zélande (RMNZ)                                              | Or            | 7 500^     |
| Pays-Bas (NVPI)                                                      | Or            | 40 000^    |
| Pologne (ZPAV)                                                       | Platine       | 70 000*    |
| Royaume-Uni (BPI)                                                    | Platine       | 325 363    |
| Suède (GLF)                                                          | Platine       | 80 000^    |
| Suisse (IFPI)                                                        | Or            | 25 000^    |
| Résumé                                                               |               |            |
| Europe (IFPI)                                                        | Platine       | 1 000 000* |
| Monde                                                                |               | 6 000 000  |
| *Ventes selon la certification ^Mise en rayon selon la certification |               |            |